# Iamí
Según la mitología del vedismo (anterior a la mitología del hinduismo), Iamí (‘la gemela’) fue la primera mujer del mundo, junto con su hermano gemelo, Iama.
Eran hijos de Vivasuat (Suria, dios del Sol) y su esposa Saraniú (hija del sabio Tuastri).
vívasuantam juve iah pitá te 
‘A Vivasuan invoco, que es tu padre’.
Rigveda 10.14.5 (himno dedicado a Iama)
El décimo mandala (‘círculo’, capítulo) del Rigveda (el texto más antiguo de las escrituras de la India, de mediados del II milenio a. C.), contiene un himno en el que cada hermano le canta al otro. Ella le ofrece a Iama tener relaciones sexuales incestuosas, pero él ―temeroso de Váruna y Mitra (los dioses principales en el Vedismo)― se niega.

## Etimología y transliteraciones
- yamī, en el sistema AITS (Alfabeto Internacional de Transliteración Sánscrita).
- यमी, en escritura devanagari del sánscrito.
- Pronunciación: /iamí/.[1]
- Etimología: ‘gemela’, siendo iáma: ‘hermano gemelo’.[1]

## En el hinduismo
En el Jari-vamsa (siglo II a. C.) y el Markandeia-purana, Iamí fue renombrada "Iamuna" y convertida en la deidad regente del río Yamuna .
Otro nombre para "Iamí" es "Iamini", que significa 'noche' en sánscrito, a menudo representada en color negro, montada en su vájana, una tortuga. [cita requerida]

## En el budismo tibetano
En las creencias del budismo tibetano, Iamí es una diosa de la muerte y rige a los espíritus femeninos del inframundo (Reino de los Narakas). Es la consorte de Iama, señor del inframundo budista.